# Ǵorge Iwanow
Ǵorge Iwanow, mac. Ѓорге Иванов (wym. [ˈɟɔrɡɛ ˈivanɔf]; ur. 2 maja 1960 w Wałandowie) – macedoński prawnik, politolog, nauczyciel akademicki i polityk, w latach 2009–2019 prezydent Macedonii.

## Życiorys

### Wykształcenie i działalność do 2009
Ǵorge Iwanow urodził się w 1960 w Wałandowie, gdzie ukończył edukację na poziomie podstawowym i średnim. W latach 1978–1982 studiował prawo na Uniwersytecie Świętego Cyryla i Metodego w Skopju. W 1994 uzyskał magisterium z dziedziny prawa i nauk politycznych, a w 1998 doktoryzował się w zakresie nauk politycznych na macierzystej uczelni.
W latach 1988–1995 był redaktorem programu trzeciego publicznego radia. W 1995 został asystentem na wydziale prawa Uniwersytetu Świętych Cyryla i Metodego, trzy lata później objął stanowisko asystenta profesora. W 1999 zaczął wykładać problematykę polityki Europy Południowo-Wschodniej na Uniwersytecie Narodowym im. Kapodistriasa w Atenach. W 1999 został założycielem i przewodniczącym organizacji pozarządowej zajmującej się promocją procesów demokratycznych i kultury politycznej wśród obywateli. W 2001 został dyrektorem studiów politycznych na wydziale prawa skopijskiego uniwersytetu. W 2002 objął stanowisko profesorskie, a w 2004 powołano go na funkcję prodziekana.

### Prezydentura
W styczniu 2009 na kongresie centroprawicowej partii Wewnętrznej Macedońskiej Organizacji Rewolucyjnej – Demokratycznej Partii Macedońskiej Jedności Narodowej (WMRO-DPMNE) Ǵorge Iwanow został wskazany jako jej kandydat w wyborach prezydenckich w 2009. Otrzymał 1016 głosów delegatów, podczas gdy jego rywal Todor Petrow zdobył 91 głosów. Ǵorge Iwanow zapowiedział, że jego kampania wyborcza będzie odzwierciedlała jego cechy charakteru i będzie uczciwa oraz skromna.
W pierwszej turze wyborów z 22 marca 2009 zajął pierwsze miejsce z poparciem w wysokości 35% głosów. W drugiej turze głosowania z 5 kwietnia 2009 wygrał rywalizację z Lubomirem Frczkoskim, zdobywając 63% głosów. Tuż po wyborach wyraził wolę poprawy stosunków z Grecją oraz jak najszybszego rozwiązania sporu o nazwę Republiki Macedonii.
12 maja 2009 odbyła się oficjalna ceremonia zaprzysiężenia nowego prezydenta. W swoim przemówieniu Ǵorge Iwanow wskazał główne cele prezydentury, do których zaliczył wprowadzenie Macedonii do NATO i Unii Europejskiej. Zapowiedział prowadzenie odpowiedzialnej polityki zagranicznej, opartej na duchu dobrego sąsiedztwa i wzajemnego zaufania, a także poświęcenie szczególnej uwagi stosunkom z Grecją. W uroczystości wzięli udział byli prezydenci Macedonii oraz zagraniczni goście, w tym prezydenci Chorwacji (Stjepan Mesić), Serbii (Boris Tadić), Albanii (Bamir Topi) i Czarnogóry (Filip Vujanović).
W 2014 uzyskał z powodzeniem ubiegał się o reelekcję w wyborach prezydenckich. W pierwszej turze z 13 kwietnia otrzymał blisko 52% głosów. Z uwagi na specyfikę ordynacji wyborczej 27 kwietnia przeprowadzono drugą turę, w której z wynikiem 55% głosów pokonał Stewa Pendarowskiego. W kwietniu 2016, w okresie kryzysu politycznego wywołanego w poprzednim roku ujawnieniem nagrań z nielegalnych podsłuchów, zadecydował o ułaskawieniu polityków objętych postępowaniami karnymi. Wywołało to masowe protesty i wkrótce doprowadziło do częściowego wycofania się z tej decyzji. Urząd prezydenta sprawował do 12 maja 2019. Pod koniec jego urzędowanie w lutym 2019 doszło do zmiany nazwy państwa na Macedonia Północna; Ǵorge Iwanow był przeciwnikiem tej decyzji.

## Życie prywatne
Ǵorge Iwanow jest żonaty z Mają Iwanową, z wykształcenia prawniczką. Ma syna Iwana.

## Odznaczenia i wyróżnienia
- St. Georgs-Orden (Dom Habsbursko-Lotaryński)[16]
- Tytuł doktora honoris causa Universitatea Creștină „Dimitrie Cantemir” w Bukareszcie (2011)[17]

## Publikacje
- 1994: Ciwiłno opsztestwo
- 1998: Demokratiјata wo podełenite opsztestwa: makedonskiot modeł
- 2003: Sowremeni politiczki teorii
- 2006: Politiczki teorii[2]